# Darío Fabbro
Darío Raúl Fabbro (ur. 11 marca 1976 w General Deheza) – argentyński piłkarz występujący na pozycji ofensywnego pomocnika. Jego brat Jonathan Fabbro również jest piłkarzem.

## Kariera klubowa
Fabbro jest wychowankiem zespołu CA Huracán z siedzibą w stołecznym Buenos Aires. W argentyńskiej Primera División zadebiutował 19 czerwca 1995 w przegranym 1:3 spotkaniu z CA Banfield. Barwy swojego macierzystego klubu reprezentował bez większych sukcesów przez dwa i pół roku, pozostając wyłącznie rezerwowym ekipy, po czym zdecydował się odejść do drugoligowego Club Almagro, gdzie spędził z kolei sześć miesięcy. W połowie 1998 roku wyjechał do Chile, podpisując umowę z tamtejszym Deportes Concepción, lecz podczas roku pobytu w tym zespole nie zdołał zdobyć żadnego trofeum. W lipcu 1999 powrócił do ojczyzny, zostając graczem drugoligowego Godoy Cruz Antonio Tomba. Tam, podobnie jak w poprzednich drużynach, nie odniósł większych sukcesów. Latem 2000 Fabbro zasilił ekwadorski CS Emelec z siedzibą z miasta Guayaquil, z którym w sezonie 2001 zdobył tytuł mistrza kraju.
Wiosną 2002 Fabbro podpisał kontrakt z amerykańskim klubem Kansas City Wizards, w którym występował przez kolejne półtora roku, po czym odszedł do innego zespołu występującego w Major League Soccer, New England Revolution. W sezonie 2003 zajął z nim drugie miejsce w rozgrywkach konferencji wschodniej, a także dotarł do finału konferencyjnej fazy play-off. W 2005 roku został graczem trzecioligowej argentyńskiej drużyny CA Temperley, a profesjonalną karierę piłkarską zakończył w wieku 32 lat jako gracz honduraskiej ekipy CD Platense, mającej swoją siedzibę w mieście Puerto Cortés.